# Leuconitocris adorata
Leuconitocris adorata é uma espécie de escaravelho da família Cerambycidae.  Foi descrito por James Thomson em 1858.